# Nottingham Trophy
Il Nottingham Trophy, noto anche come AEGON Trophy per ragioni di sponsorizzazione, era un torneo professionistico di tennis giocato sull'erba. Faceva parte del circuito Challenger maschile e del circuito ITF femminile. Si giocava annualmente al Nottingham Tennis Centre di Nottingham, in Gran Bretagna, dal 2009 al 2014.

## Albo d'oro

### Singolare maschile
| Anno | Campione          | Finalista          | Punteggio           |
| ---- | ----------------- | ------------------ | ------------------- |
| 2014 | Marcos Baghdatis  | Marinko Matosevic  | 6–4, 6–3            |
| 2013 | Matthew Ebden     | Benjamin Becker    | 7–5, 4–6, 7–5       |
| 2012 | Benjamin Becker   | Dmitrij Tursunov   | 4–6, 6–1, 6–4       |
| 2011 | Gilles Müller     | Matthias Bachinger | 7–6(4), 6–2         |
| 2010 | Ričardas Berankis | Gō Soeda           | 6–4, 6–4            |
| 2009 | Brendan Evans     | Ilia Bozoljac      | 6(4)–7, 6–4, 7–6(4) |

### Doppio maschile
| Anno | Campioni                         | Finalisti                        | Punteggio            |
| ---- | -------------------------------- | -------------------------------- | -------------------- |
| 2014 | Chris Guccione Rajeev Ram        | Colin Fleming André Sá           | 6(2)–7, 6–2, [11–9]  |
| 2013 | Jamie Murray John Peers          | Ken Skupski Neal Skupski         | 6–2, 6(3)–7, [10–6]  |
| 2012 | Treat Conrad Huey Dominic Inglot | Jonathan Marray Frederik Nielsen | 6–4, 6(9)–7, [10–8]  |
| 2011 | Colin Fleming (2) Ross Hutchins  | Dustin Brown Martin Emmrich      | 4–6, 7–6(6), [13–11] |
| 2010 | Colin Fleming (1) Ken Skupski    | Eric Butorac Scott Lipsky        | 7–6(3), 6–4          |
| 2009 | Eric Butorac Scott Lipsky        | Colin Fleming Ken Skupski        | 6–4, 6–4             |

### Singolare femminile
| Anno | Vincitrice          | Finalista         | Punteggio     |
| ---- | ------------------- | ----------------- | ------------- |
| 2014 | Kristýna Plíšková   | Zarina Diyas      | 6–2, 3–6, 6–4 |
| 2013 | Petra Martić        | Karolína Plíšková | 6–3, 6–3      |
| 2012 | Urszula Radwańska   | Coco Vandeweghe   | 6–1, 4–6, 6–1 |
| 2011 | Eléni Daniilídou    | Ol'ga Govorcova   | 1–6, 6–4, 6–2 |
| 2010 | Elena Baltacha      | Carly Gullickson  | 6–2, 6–2      |
| 2009 | Maria Elena Camerin | Stefanie Vögele   | 6–2, 4–6, 6–1 |

### Doppio femminile
| Anno | Vincitrici                       | Finaliste                         | Punteggio           |
| ---- | -------------------------------- | --------------------------------- | ------------------- |
| 2014 | Jocelyn Rae Anna Smith           | Sharon Fichman Maria Sanchez      | 7–6(5), 4–6, [10–5] |
| 2013 | Maria Sanchez Nicola Slater      | Gabriela Dabrowski Sharon Fichman | 4–6, 6–3, [10–8]    |
| 2012 | Eléni Daniilídou Casey Dellacqua | Laura Robson Heather Watson       | 6–4, 6–2            |
| 2011 | Kimiko Date-Krumm Zhang Shuai    | Raquel Kops-Jones Abigail Spears  | 6–4, 7–6(7)         |
| 2010 | Sarah Borwell Raquel Kops-Jones  | Naomi Broady Katie O'Brien        | 6–3, 2–6, [10–7]    |
| 2009 | Alexa Glatch Natalie Grandin     | Eléni Daniilídou Rika Fujiwara    | 6–3, 2–6, [10–7]    |